# Szigligeti Társaság

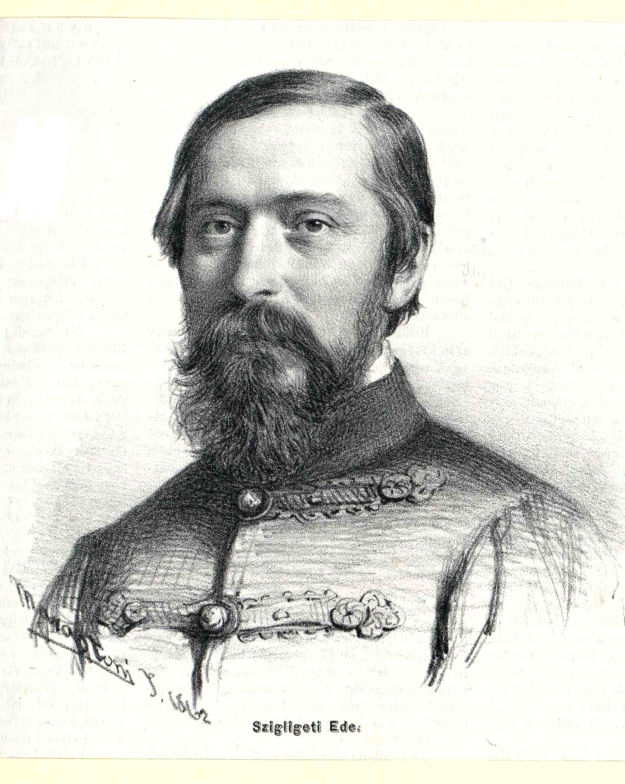
Szigligeti Ede portréja 1862-ből. A Társaság Szigligeti Ede emlékét ápolta és minden esztendő márciusában emlékülésen értékelte munkásságát

A Szigligeti Társaság Rádl Ödön által 1892-ben alapított irodalmi társaság, amelynek székhelye Nagyváradon volt. A társaság a második világháború végén szűnt meg.

## Története
A trianoni békediktátum után a két világháború közt is tovább élt a társaság a nagyváradi romániai magyarok körében. Az 1920-as évek elején Karácsonyi Jánost választották elnöküknek. Az alelnöki tisztek betöltésére Adorján Ármin, Kocsán János, Tabéry Géza kapott bizalmat. Főtitkárnak Perédy Györgyre, titkároknak Champier Istvánra és Nagy Gusztávra szavaztak. A megváltozott határok közt is 1922-ben már jogilag is sikerült a társaság elismertetése.
A társaság fő célja 1918 után a magyar nyelvű irodalom és kultúra terjesztése. Irodalmi esteket szerveztek, ismeretterjesztő előadásokat tartottak és magyar nyelvű évkönyveket (A Szigligeti Társaság Évkönyve) adtak közre főleg a társaság korai időszakában. Anyagi lehetőségeiktől függően önálló köteteket is közreadtak.

## Ismertebb tagjai
- Báthori Ferenc
- Daróczi Lajos
- Gulácsy Irén
- Katona Béla
- Kecskeméti Lipót
- Kempner Magda
- Korda Béla
- Kováts S. János
- Mihelffy Elvira vezetőségi tag
- Nosz Gusztáv
- Radó Pál
- Fehér Dezső

## A Szigligeti Alapítvány
1998-ban a Nagyváradi Állami Színház Szigligeti Társulata megalapította a Szigligeti Alapítványt, hogy az igen szűkös állami támogatás mellett más anyagi forrásból is finanszírozhassa a magyar nyelvű színjátszást.